# اربس-بودسهایم
اربس-بودسهایم (به آلمانی: Erbes-Büdesheim) یک شهر در آلمان است که در آلزی-ورمز واقع شده‌است. اربس-بودسهایم ۱٬۳۶۶ نفر جمعیت دارد.